# Mighty Ki La
 (décembre 2012).
Si vous disposez d'ouvrages ou d'articles de référence ou si vous connaissez des sites web de qualité traitant du thème abordé ici, merci de compléter l'article en donnant les références utiles à sa vérifiabilité et en les liant à la section « Notes et références ».
Mighty Ki La est un artiste de la scène reggae-dancehall française très populaire aux Antilles et en Guyane.
« Mighty Ki La » est un pseudonyme qui mêle l'anglais et le créole antillais. « Mighty » est un mot anglais qui signifie « puissant ». Les mots Ki La, tirés du créole, se traduisent par « qui est là ».

## Biographie
Né en Martinique, il passe son adolescence en Guyane, où il commence à se passionner pour la musique vers l'âge de 12 ans. Influencé par les plus grands chanteurs de la Jamaïque, il fréquente les sounds systems où il effectue ses premiers chants. 
En 1999, il arrive en Métropole et intègre le collectif Royal Judgement Crew à Tours, en adoptant son nom de scène. Malgré son talent de toaster, il est toujours engagé et maîtrise le fast style en s'intéressant souvent au roots.
Après avoir réalisé ses premières tournées aux concerts d'Anthony B, de Junior Kelly, de Daddy Mory et de Krys puis participé à plusieurs compilations, il sort son premier album en 2005 nommé K.O Teknik.
En 2011, son titre Régine connait un grand succès.
En 2017, Mighty décide d’arrêter sa carrière pour se consacrer à son fils. 
Depuis 2018, il travaille principalement à Tours au sein de son studio d'enregistrement Ti’studio, via le centre social Pluriel (le) s, dans le but d'accompagner des jeunes de quartier dans la musique.

## Discographie

### Albums
- 2005 : K.O Teknik
- 2008 : K-libre
- 2013 : K-raktère[3]

### Singles
- 2003 - Chich
- 2004 - Man rahi
- 2004 - Mad & bad
- 2004 - Madd Thing
- 2005 - Wayné
- 2008 - No limit (feat. Kaf Malbar)
- 2009 - Le monde à l'envers
- 2011 - Régine
- 2012 - Ass des ass
- 2013 - Lé vré dé fo
- 2014 - A pa g
- 2015 - Ich Pay'a
- 2016 - Roger
- 2017 - Thug Mwen
- 2017 - Dead
- 2018 - Elle en a marre
- 2019 - Je te la donne

### Compilations
- 2004 - Vybz Dancehall
- 2005 - Killa Session
- 2014 - Red Faya Riddim

### Collaborations
- 2012 - Scorblaz feat. Kalash, Mighty Ki La, Politik Nai, T-Jy, Kako, Davee G - An Kay La